# Lis Rubin Jacobsen
Elisabeth (Lis) Jacobsen, née Rubin le 29 janvier 1882 à Copenhague et morte le 18 juin 1961 dans la même ville, est une philologue, archéologue et écrivaine danoise. Elle doit principalement sa notoriété à ses recherches et publications sur l'histoire de la langue danoise, mais elle est également une runologue accomplie ayant publié une analyse complète de toutes les inscriptions runiques connues au Danemark.
À partir de 1911, Lis Jacobsen joue un rôle majeur dans tous les domaines de recherche liés à la langue danoise,.

## Formation
Elisabeth Rubin nait à Copenhague dans une riche famille juive. Elle est la fille de Marcus Rubin (1854-1923), directeur de la Banque nationale du Danemark, et de son épouse Kaja Davidsen (1854-1909). Inscrite à l'école Zahle en 1900, elle obtient son diplôme d'institutrice en 1903. La même année, elle épouse l'historien Jacob Peter Jacobsen. En 1904, elle commence à étudier la philologie scandinave à l'université de Copenhague où elle reçoit la médaille d'or de l'université pour son essai de 1907 Naar og hvorledes har det fællesnordiske Sprog spaltet sig i forskellige Grene (« Quand et comment la langue nordique commune s'est divisée en différentes branches »). Elle obtient sa maîtrise en 1908, et devient en 1910 la première femme danoise à obtenir un doctorat en philologie nordique avec une thèse intitulée Studier til det danske Rigssprogs Historie fra Eriks Lov til Chr. III.s Bibel (« Études sur l'histoire de la langue danoise, de la loi d'Erik à la Bible de Christian III »),.

## Carrière académique

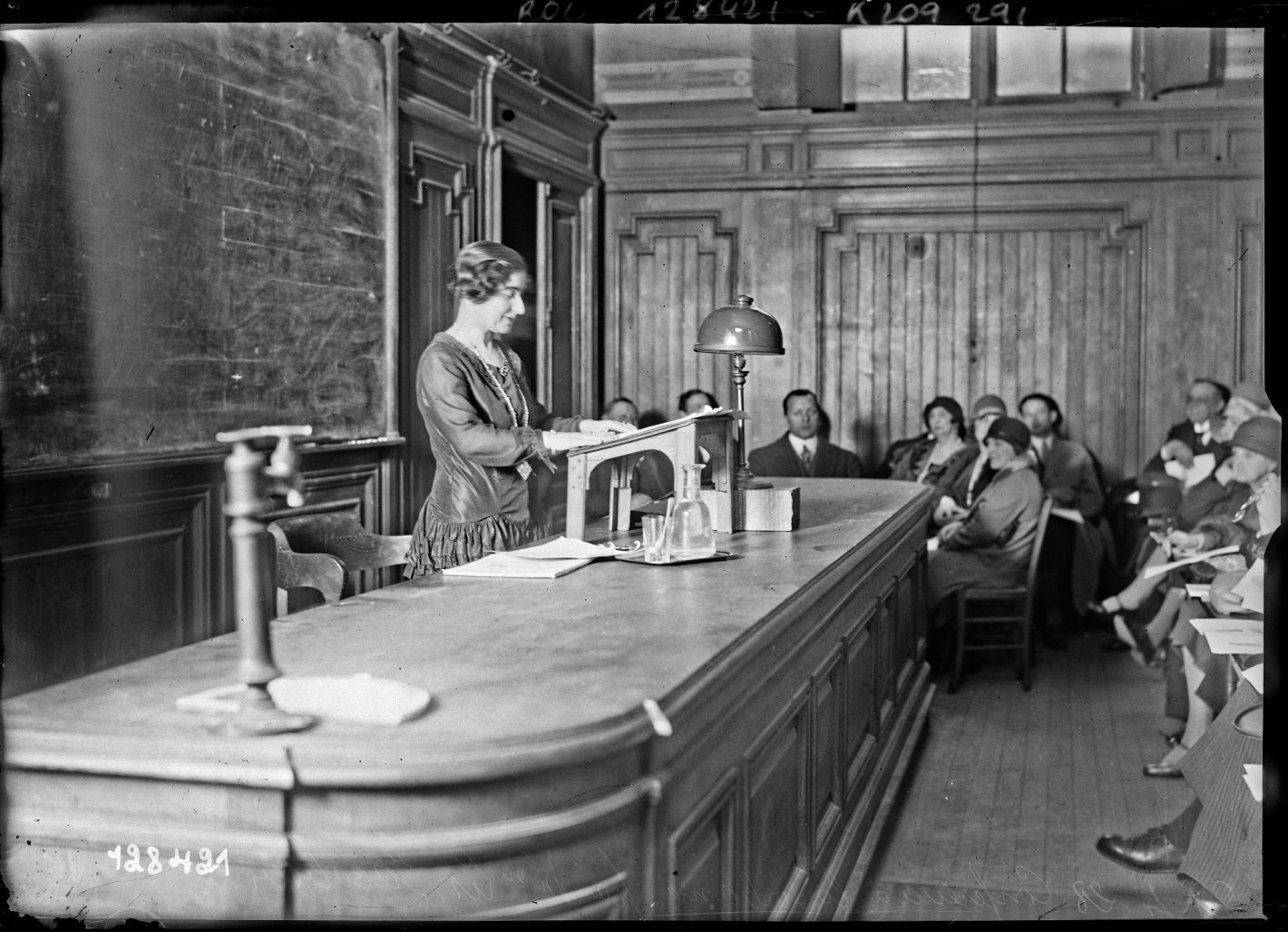
Lis Rubin Jacobsen donnant une conférence sur « Les Vikings suivant les inscriptions runiques du Danemark » à la Sorbonne le 21 avril 1928 (Agence Rol).

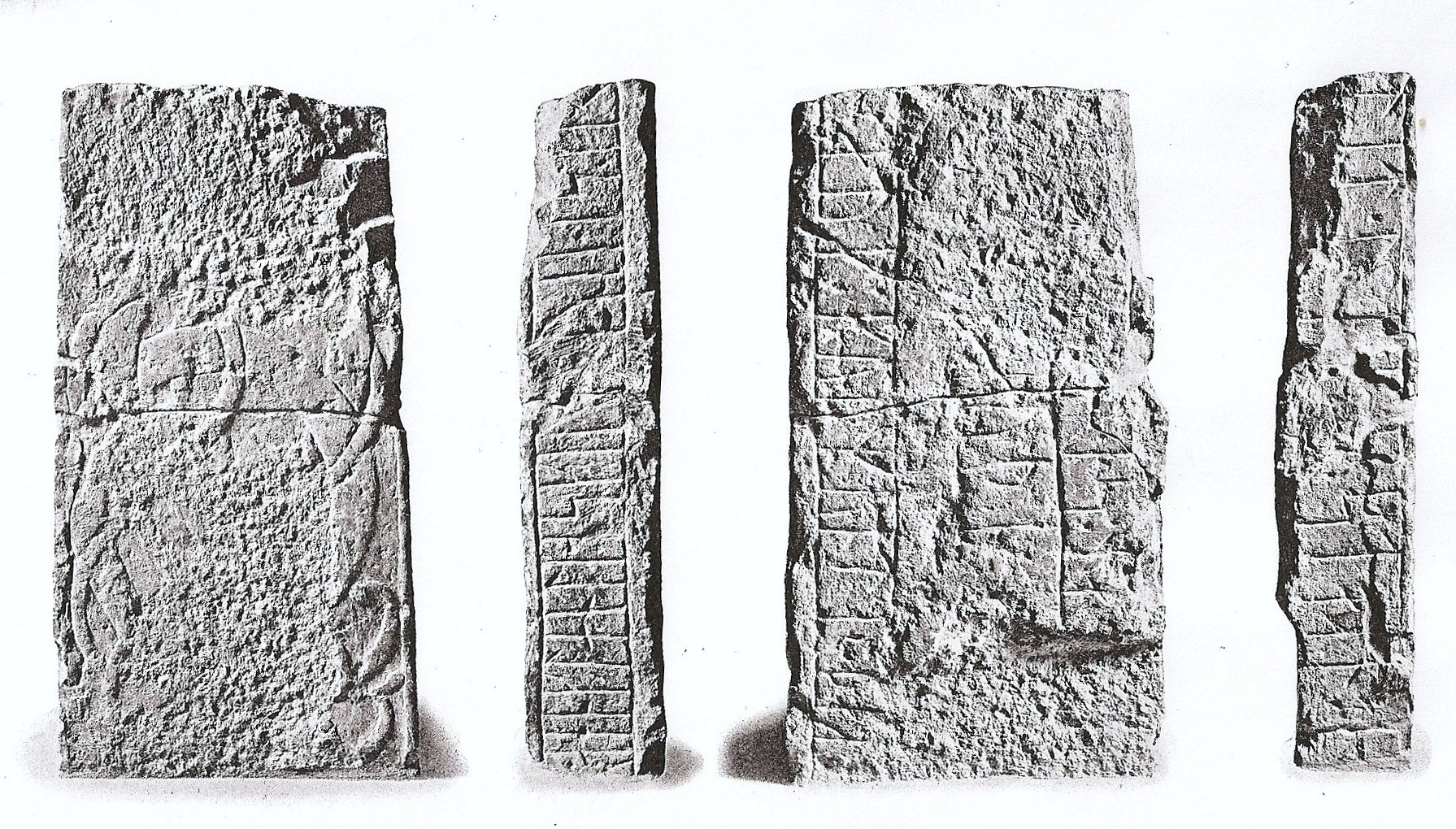
La pierre runique DR6 conservée dans la Cathédrale de Schleswig, telle que présentée dans le Danmarks runeindskrifter de Lis Jacobsen et Erik Moltke.

Consciente des limites des recherches sur la langue danoise en raison de l'absence de textes et de dictionnaires adéquats, elle fonde en 1911 la Société pour la langue et la littérature danoises (Det danske sprog- og litteraturselskab ou DSL) grâce au soutien de Kristian Erslev et Carl S. Petersen. Elle dirige cette structure jusqu'en 1931, et en reste administratrice après cette date. Le DSL a pris de l'importance grâce à la publication des nombreux ouvrages de Jacobsen,.
De 1919 à 1956 elle organise en collaboration avec Harald Juul-Jensen (1982-1949) la publication d'un dictionnaire danois complet, Ordbog over det danske Sprog, paru en 28 volumes. En 1942 elle publie avec Erik Moltke le Danmarks Runeindskrifter (Inscriptions runiques du Danemark) grâce au soutien de la Fondation Carlsberg. L'ouvrage en trois volumes décrit, photographie à l'appui, toutes les inscriptions runiques du Danemark, et des illustrations des pierres runiques disparues. L'ensemble est accompagné de cartes et d'un index. Ce catalogue exhaustif couvre uniformément les différents secteurs géographique du Danemark moderne, le sud du Schleswig, la Scanie, le Halland et le Blekinge. Une version de poche est publiée sous le même titre, contenant uniquement de courtes descriptions des pierres runiques.
Après la Seconde Guerre mondiale, Lis Rubin Jacobsen continue ses recherches publications, notamment Nordisk Kultur (Culture nordique) et Kulturhistorisk Leksikon pour nordisk Middelalder (Encyclopédie de la Scandinavie médiévale), achevées en 1979. En 1952, elle lance des travaux sur le populaire Nudansk Ordbog (Dictionnaire du danois moderne) et, en 1957, sur Synonymordbogen (Dictionnaire des synonymes),.
Son mari meurt de la tuberculose en 1918, laissant ses deux filles adolescentes, dont une sourde de naissance. Lis Jacobsen meurt à Hellerup le 18 juin 1961 et est enterrée à Sindbjerg près de Vejle.

### Principales publications
- avec Erik Moltke :  Danmarks Runeindskrifter (Inscriptions runiques du Danemark), 4 vol., København : E. Munksgaard, 1941-1942
- Comme éditrice scientifique : Kulturhistorik leksikon for nordisk middelalder, fra vikingetid til reformationstid, København, Rosenkilde og Bagger, 1956.
- Forbandelsesformularer i nordiske runeindskrifter, Stockholm, 1935